# Servij Tulij
Servij Tulij (latinsko Servius Tullius; 578 pr. n. št.–534 pr. n. št.)  je bil legendarni šesti kralj Rima in drugi iz etruščanske rodbine. Rimski in grški viri opisujejo njegov hlapčevski izvor in poznejšo poroko s hčerko Lucija Tarkvinija Priska, prvega rimskega etruščanskega kralja, ki je bil umorjen leta 579 pr. n. št. Servij naj bi bil prvi rimski kralj, ki je pristopil brez volitev, saj je prestol pridobil s podporo ljudstva  in prvi, ki ga je izvolil senat sam, brez sklicevanja na ljudi.
Več tradicij opisuje Servijevega očeta kot božanskega. Livij prikazuje Servijevo mater kot ujeto latinsko princeso, zasužnjeno s strani Rimljanov; njen otrok pa izbran za bodočega rimskega kralja, potem ko se mu je okoli glave prikazal ognjeni obroč . Cesar Klavdij I. je opustil takšno poreklo in ga opisal kot prvotno etruščanskega plačanca, imenovanega Mastarna, ki se je boril za Caeliusa Vibenno.
Servij je bil priljubljen kralj in eden najpomembnejših rimskih dobrotnikov. Imel je vojaške uspehe proti Vejiu in Etruščanom, mesto pa je razširil na griče Kvirinal, Viminal in Eskvilin. Tradicionalno je zaslužen za ustanovitev festivalov Compitalia, gradnjo templjev Fortune in Diane in, manj verjetno, za izum prvega pravega rimskega kovanca.
Kljub nasprotovanju rimskih patricijev je razširil rimsko državljanstvo in izboljšal usodo in bogastvo najnižjih razredov rimskih državljanov in ne-državljanov. Kot pravi Livij, je kraljeval 44 let, dokler ga nista umorila hčerka Tulija in zet Tarkvinij Ošabni. Zaradi tega 'tragičnega zločina' in njegove hubristične arogance kot kralj, je bil Tarkvinij na koncu odstranjen. To je očistilo pot za abolicijo rimske monarhije in ustanovitev Rimske republike, katere temelje so že postavile Servijeve reforme.

## Ozadje
Rimu so pred ustanovitvijo republike vladali kralji (latinsko reges, edina rex). V rimski tradiciji je bil prvi ustanovitelj Rima Romul. Servij Tulij je bil šesti, njegov naslednik Tarkvinij Superb (Tarkvinij Ošabni) pa zadnji.  Narava rimskega kraljestva je nejasna; večino rimskih kraljev je izvolil senat, kot doživljenskega magistra (izvršnega upravitelja), nekateri pa so zahtevali nasledstvo kot dinastična ali božanska pravica. Nekateri so bili domači Rimljani, drugi so bili tujci. Kasneje so imeli Rimljani zapleten ideološki odnos s to daljno preteklostjo. V republikanskih navadah in ustanovah je bilo kraljestvo nekaj zoprnega in tako je ostalo, vsaj v imenu, tudi v času cesarstva. Po eni strani so menili, da je Romul Rim ustvaril bolj ali manj v hipu in je tako popoln in čisto rimski v svojem bistvu, da bi bilo treba kakršno koli sprejemljivo spremembo ali reformo zatem razumeti kot obnovo. Po drugi strani so Rimljani republike in cesarstva videli vsakega kralja, da je na nek značilen in nov način prispeval k zgradbi mesta in ozemlja ali njegovim socialnim, vojaškim, verskim, pravnim ali političnim institucijam .  Servija Tulija so opisali kot 'drugega ustanovitelja' Rima, »najbolj zapletenega in enigmatičnega« od vseh njegovih kraljev in nekakšnega »protorepublikanskega magistra«. 

### Antični viri
Večina podatkov o nastanku in razvoju Rimskega kraljestva ni podprta z zgodovinskimi pričevanji, ker so Galci v prvi plenitvi Rima popolnoma uničili državni arhiv in zabrisali vsako sled za preteklostjo. Podatki, ki so na razpolago, so v glavnem povzeti po pripovedovanju Tita Livija, ki je v dobi Rimskega cesarstva, pet stoletij po ukinitvi kraljevine, skušal predstaviti državo s čim bolj ugledno preteklostjo. 
Najstarejši preživeli vir za celotno politično dogajanje rimskega kraljestva in republike je Ciceronova De republica ('O državi'), napisana leta 44 pred našim štetjem. Glavni literarni viri za Servijevo življenje in dosežke je rimski zgodovinar Livij (59 pr. n. št. - 17. n. št.), čigar Ab urbe condita so Rimljani splošno sprejeli kot standarden, najbolj avtoritativen zapis; Liviju bližnja sodobnika Dionizij iz Halikarnasa in Plutarh (približno 46 - 120 n. št.); njuni lastni viri so vključevali dela Kvinta Fabija Piktorja, Diokleja iz Pepareta, Kvinta Enija in Kata starejšega. Livijevi viri so verjetno vključevali vsaj nekaj uradnih državnih zapisov, izključil je, kar se je zdelo malo verjetno in nasprotujoče si tradiciji, in gradivo razporedil v obsežno kronologijo. Dioniz in Plutarh ponujata različne alternative, ki jih ni mogoče najti pri Liviju. Livijev učenec, etrukolog, zgodovinar in cesar Klavdij I., pa je ponudil še eno, ki temelji na etruščanski tradiciji.

## Servijevo poreklo

### Starši in rojstvo
Večina rimskih virov Servijevo mater imenuje Ocrisia, mlada plemiška ženska, ki so jo med rimskim obleganjem Corniculuma odnesli v Rim in jo pripeljali v Rim, bodisi nosečo od moža, ki je bil ubit med obleganjem [12] ali kot devico. Dali so jo Tanakvili, ženi kralja Tarkvinija in čeprav je bila suženj, so jo zaradi njenega prejšnjega statusa obravnavali spoštljivo. V eni varianti je postala žena plemenitega Tarkvinija. V drugih je služila domačim obredom kraljevega ognjišča kot vestalkina devica, in ob eni taki priložnosti potem ko je ogenj udušila z žrtveno daritvijo, pred njo prodrl falus, ki se je dvigal iz ognjišča. Po besedah Tanakvile je bila to božanska manifestacija bodisi Lara ali Vulkan. Tako je bil Servij božji plod in že bil usojen za veličino, kljub hlapnemu statusu svoje matere. 

### Zgodnje življenje
Servijevo rojstvo sužnja kraljevega gospodinjstva ga je uvrstilo v Tarkvinijevo razširjeno familia - družino. Antični viri ga prikazujejo kot varovanca, ne pa kot posvojenca, saj se je poročil s Tarkvinijevo in Tanakiilino hčerko Tarkvinijo (nekateri viri jo imenujejo Gegania). Vsi viri se strinjajo, da so  pred njegovim ustoličenjem, vsi člani kraljevega gospodinjstva bodisi v zgodnjem otroštvu  bodisi pozneje, priče ognjenemu nimbu na glavi, medtem ko je spal, znamenju božje naklonjenosti. Izkazal se je zvest, odgovoren zet. Ko so mu bile dodeljene vladne in vojaške odgovornosti, se je odlikoval v obeh .

## Vladanje
Po Livijevem opisu je bil Tarkvinij Prisk izvoljen za kralja ob smrti prejšnjega kralja Anka Marcija, katerega dva sinova sta bila premlada, da bi lahko dedovala ali bila ponujena v izvolitev. Ko sta ga Servijeva priljubljenost in poroka s Tarkvinijevo hčerko naredila za verjetnega naslednika prestola, sta sinova poskušala zasesti prestol. Najeli so dva morilca, ki sta napadla in hudo ranila Tarkvinija. Tarkvinij je nemudoma ukazal, da se palača zapre in skozi okno palače javno sporočil, da je imenoval Servija za regenta, sam pa nato umrl za ranami. Ko je njegova smrt postala javna, je senat izvolil Servija za kralja in Ankova sinova sta pobegnila v izgnanstvo v mesto Suessa Pometia. Livij to opiše kot prvo priložnost, da prebivalci Rima niso bili vključeni v volitve kralja. Po Plutarhu je Servij na vztrajanje Tarkvinija na smrtni postelji nevoljno privolil v imenovanje.
V začetku svoje vladavine se je Servij vojskoval proti Veiju in Etruščanom. Pravili naj bi, da je v akciji pokazal hrabrost in da je razbil veliko sovražnikovo vojsko. Njegov uspeh mu je pomagal pri utrjevanju položaja v Rimu. [21] Po Fasti Triumphales je Servij slavil tri zmage nad Etruščani, vključno  25. novembra 571 pred našim štetjem in 25. maja 567 pred našim štetjem (datum tretje zmage vFasti ni berljiv).
Acta Triumphorum ali Triumphalia, bolj znana kot Fasti Triumphales je koledar rimskih magistratov, ki so jih od priznanja pomembne vojaške zmage počastili s slavnostno povorko, od zgodnjega obdobja do leta 19. pr. n. št. Skupaj s sorodnimi Fasti Capitolini in drugimi, podobnimi napisi, ki jih najdemo v Rimu in drugod, so del kronologije, na katero se nanašajo različna imena, vključno s Fasti Annales ali Historici, Fasti Consulares ali Consula Fasti, pogosto pa samo fasti .

### Servijeve reforme
Večina reform, pripisanih Serviju, je razširila volilne pravice na nekatere skupine - zlasti na državljane Rima, ki so bili v republikanski dobi plebs, manjši zemljiški posestniki so bili izključeni iz glasovanja po rodu, statusu ali narodnosti. Iste reforme so hkrati določale davčne in vojaške obveznosti vseh rimskih državljanov. Kot celota tako imenovane servijeve reforme verjetno predstavljajo dolgovezen, zapleten in postopen proces populistične politike in reforme, ki sega od Servijevih predhodnikov, Anka Marcija in Tarkvinija Priska, do njegovega naslednika Tarkvinija Ošabnega ter do srednje in pozne republike. Rimska vojaška in teritorialna širitev ter posledične spremembe prebivalstva so postale franšize in reforma stalna potreba, zato pripisovanje Serviju »ni mogoče vzeti za gotovo« .

#### Reforme kurije in popis
Do Servijevih reform je bilo sprejemanje zakonov in sodbe v pristojnosti comitia curiata (kurijska skupščina), sestavljene iz trideset kurij. Rimski viri opisujejo deset kurij za vsako od treh aristokratskih plemen ali klanov, ki naj bi domnevno temeljili na enem od osrednjih rimskih gričev in zahteval patricijski status na podlagi svojega rodu iz ustanovnih rimskih družin. Ta plemena so sestavljala približno 200 rodov (gens – rod, klan), od katerih je vsak prispeval enega senatorja ('starejšega') v senat. Senat je kralju svetoval, v njegovem imenu oblikoval zakone in naj bi predstavljal celoten populus Romanus (rimski narod); lahko pa bi le debatiral in razpravljal. Njegove odločitve niso imele nobene veljave, razen če jih je odobrila comitia curiata. V času Servija, če ne že prej, so bila plemena comitia manjšina prebivalstva, ki je vladala množici, ki ni imela učinkovitega glasu v svoji vladi. 
V tej skupščini bi lahko omejeno sodelovali precej bolj številčni prebivalci Rima, ki bi lahko omejeno sodelovali in morda ponudili svoje mnenje o odločitvah, vendar bi lahko glasovala le comitia curiata. Manjšina je tako izvajala oblast in nadzor nad večino. V rimski tradiciji je veljalo, da je Servij oblikoval comitia centuriata ('centurijska skupščina') prebivalcev, da bi izpodrinila comitia curiata kot osrednje zakonodajno telo Rima. To je zahtevalo razvoj prvega rimskega popisa prebivalstva (census), zaradi česar je Servij postal prvi rimski cenzor . Za namene popisa so državljani, ki jih je pleme zbralo v Campus Martius, registrirali svoj družbeni položaj, gospodinjstvo, premoženje in dohodek. To je določilo davčne obveznosti posameznika, njegovo zmožnost zbiranja orožja za vojaško službo in njegovo dodelitev določenemu volilnemu bloku.
Institucija popisa in comitia centuriata špekulirata kot Servijev poskus, da bi izničil civilno in vojaško moč rimske aristokracije in išče neposredno podporo svojega na novo oplemenitenega državljanstva v civilnih zadevah; če je potrebno, pod orožjem . Comitia curiata je delovala tudi še skozi kraljevsko in republikansko dobo, vendar je Servijeva reforma svoje pristojnosti zmanjšala na pristojnosti večinoma simboličnega 'zgornjega doma'; od njenih plemenitih članov se je pričakovalo, da bodo ratificirali odločitve comitia centuriata.

#### Razredi
Popis je razvrstil moško prebivalstvo Rima v razrede glede na status, bogastvo in starost. Vsak razred je bil razdeljen na skupine, imenovane centuriae (centurija), nominalno od 100 moških (latinsko centum = 100), vendar v praksi spremenljivega števila, nadalje razdeljen na seniores (moški, stari od 46 do 60 let, primerne starosti, da služijo kot 'domači stražarji' ali mestna policija) in iuniores (moški, stari od 17 do 45 let, ki bodo po potrebi služili kot pripadniki vojske). Odrasli moški državljani so bili pozvani, da vojaško služenje opravijo v skladu s svojimi sredstvi, kar naj bi bilo ocenjeno v arhaičnih asses. Bogastvo in razred državljanov bi torej določil njihov položaj v civilni hierarhiji in do določene mere v vojski; a kljub svojemu navideznemu vojaškemu značaju in njegovemu možnemu izvoru kot zbiranju državljanov k orožju bi sistem služil predvsem določitvi volilne kvalifikacije in bogastva posameznih državljanov za davčne namene in teže njihovega glasovanja - vojne so bile občasne, vendar je bila obdavčitev nenehna nuja - in comitia centuriata so se srečevali, kadar je bilo to potrebno, v miru ali vojni. Čeprav je imela vsaka centurija volilno pravico, so imeli najbogatejši največ centurij in so glasovali prvi. Tisti pod njimi so bili sklicani le v primeru mrtve točke ali neodločenosti; najnižji razred najverjetneje sploh ni glasoval.
Rimski vojaški sistem centurij in njihov vrstni red bitk domnevajo, naj bi temeljil na civilni klasifikaciji, ki jo je določil popis. Postopek vojaške izbire je izbral moške iz civilnih centurij in jih vtaknil v vojaške. Njihova funkcija je bila odvisna od starosti, izkušenj in opreme, ki so si jo lahko privoščili. Najbogatejši razred iuniores (starih 17 do 45 let) je bil oborožen kot hopliti, težka pehota s čelado, ščitnikom za goleni in prsa, ščitom (clipeus) in sulico (hastae). Vsaka bojna črta v formaciji falange je bila sestavljena iz enega razreda . Iz 5. razreda so bili izbrani vojaški specialci, kot so trobentači. Najvišji častniki so bili do zgodnje republike aristokratskega porekla, ko so prvi plebejski tribuni izvolili plebejce iz svojega števila. 

### Plemena in širjenje mej
Servijeve reforme so povečale število plemen in razširile mesto, ki ga je zaščitilo novo okop, jarek in obzidje. Zaprto območje je bilo razdeljeno na štiri upravne regiones (regije ali četrti); Suburana, Esquilana, Collina in Palatina. Sam Servij naj bi si na Esquilineu vzel novo prebivališče. Razmere zunaj obzidja so nejasne, vendar bi bilo potem članstvo v rimskem volilnem plemenu odvisno od prebivališča in ne od sorodstva, prednikov in dediščine. To bi prineslo veliko mestnih in podeželskih plebejcev' v aktivno politično življenje in precejšnje število teh bi bilo dodeljeno centurijam prvega razreda in bi zato verjetno glasovali. Razdelitev mesta Rim na četrti je ostala v uporabi do 7. st. pred našim štetjem, ko je Avgust mesto razdelil na 14 novih regiones. V sodobnem Rimu je starodavni del ohranjenega zidu pripisan Serviju, preostali del pa naj bi zgradili po galskem opustošenju Rima leta 390/387 pr. n. št..
Uvedba delitve po premoženju v Rimu sovpada z uvedbo timokracije (razredna delitev po premoženju) pod vladavino Solona v polisu Atene.

### Gospodarstvo
Nekateri rimski zgodovinarji so verjeli, da je Servij Tulij odgovoren za najzgodnejše prave kovane kovance v Rimu, ki so nadomestili prejšnjo in manj priročno valuto surovo kovino. To je malo verjetno, čeprav je morda uvedel uradno žigosanje surove valute.  Denar je igral minimalno vlogo v rimskem gospodarstvu, ki je bilo v tem času skoraj v celoti agrarno. Dolg in dolžniška obveznost pa sta bila verjetno razširjena. Oblika takšnih dolgov je bila malo podobna tistim, ki jih imajo dolžniki gotovine, prisiljeni so plačevati obresti posojilodajalcem na predplačilo kapitala. Namesto da bi premožni lastniki zemljišč najemnikom, strankam in malim lastnikom v zameno za obljubo o storitvah dela dajali "predplačilo" semena, živila ali druge potrebščine. Pogoji takih posojil so neplačnike prisilili, da prodajo sebe ali svoje vzdrževane člane upniku ali, če so mali imetniki, predajo svojo kmetijo. Premožni plemiški posestniki so tako pridobili dodatne kmetije in storitve z zelo malo izdatki. Dionizij trdi, da je Servij takšne dolgove plačeval »iz lastne denarnice« in prepovedal prostovoljno in obvezno dolžniško krajo.  V resnici so se te prakse obdržale tudi v republikanski dobi. Livij opisuje razdelitev subvencij za revne in državljane brez zemlje s strani Servija in drugih, kot politično prizadevanje za podporo državljanov, ki so državljani le malo zaslužni ali vredni. 

### Religija
Servij je zaslužen za gradnjo Dianinega templja na Aventinskem griču, da bi označil ustanovitev tako imenovane Latinske lige. Njegov servilni rojstni mit, njegova populistična nagnjenost in njegova reorganizacija vici upravičujejo rimsko prepričanje da je ustanovil ali reformiral festivale Compitalia (organizirani v počastitev Larov, ki so skrbeli za vsako lokalno skupnost) ali prvič dovolili njihovo udeležbo in postrežbo s strani ne-državljanov in sužnjev . Njegov osebni ugled in dosežki so morda privedli do njegove zgodovinske povezanosti s templji in svetišči Fortune. Nekateri viri nakazujejo, da sta bila dva povezana v času Servijevega življenja in sicer prek neke oblike »svete poroke«. Plutarh izrecno označuje Porta Fenestella (vrata okno) kraljeve palače kot okno, s katerega je Tanakil ljudem oznanil Servijevo regentstvo; rečeno je, da je boginja Fortuna prišla skozi isto okno in postala Servijeva žena.

### Atentat
V Livijevi zgodovini je imel Servij Tulij dve hčerki, Tullijo starejšo in Tullijo mlajšo. Njun zakon je uredil z obema sinovoma njegovega predhodnika, Lucija Tarkvinija in Arrunsa Tarkvinija. Mlajša Tullia in Lucij sta urejala umore svojih bratov in sester, se poročila in zarotila, da bi odstranila Servija Tulija. Tullia je Lucija Tarkvinija spodbudila, naj na skrivaj prepriča ali podkupi senatorje, Tarkvinij pa se je s skupino oboroženih moških odpravil v senatsko hišo. Nato je poklical senatorje in imel govor, v katerem je kritiziral Servija: ker je bil suženj, rojen suženj, ker ni bil izvoljen v senatu in med ljudstvom, kot je bila tradicija volitev rimskih kraljev, ker je prestol prejel od ženske, zaradi naklonjenosti nižjim slojem Rima nad premožnimi, zaradi odvzema zemlje višjim slojem za razdelitev revnim in za uvedbo popisa, ki je bogate višje sloje izpostavil ljudski zavisti.
Ko je Servij Tulij prispel v senatsko hišo, da bi zagovarjal svoj položaj, ga je Tarkvinij vrgel po stopnicah in Servija so umorili Tarkvinijevi možje na ulici. Kmalu zatem se je Tullia s kočijo zapeljala preko očetovega telesa. Za Livija je Tarkvinijeva zavrnitev dovoljenja očetovega pokopa dobil naziv Superbus ('aroganten' ali 'ošaben'), Servijeva smrt pa je »tragični zločin« (tragicum scelus), a temačna epizoda v zgodovini Rima in ravno razlog za odpravo monarhije. Servij je tako postal zadnji izmed dobrohotnih kraljev Rima; kraj tega zločina - za katerega se zdi, da Livij predlaga kot križišče - je v nadaljevanju znan kot Vicus Sceleratus (ulica sramu, sramote ali zločina). Njegov umor je paricid (uboj staršev), najhujši od vseh zločinov. To moralno upravičuje Tarkvinijev morebitni izgon in ukinitev rimske monarhije. Livijeva republika je deloma zasnovana na dosežkih in smrti zadnjega dobrohotnega kralja Rima. 